# Крих-Угляр Марія Юріївна

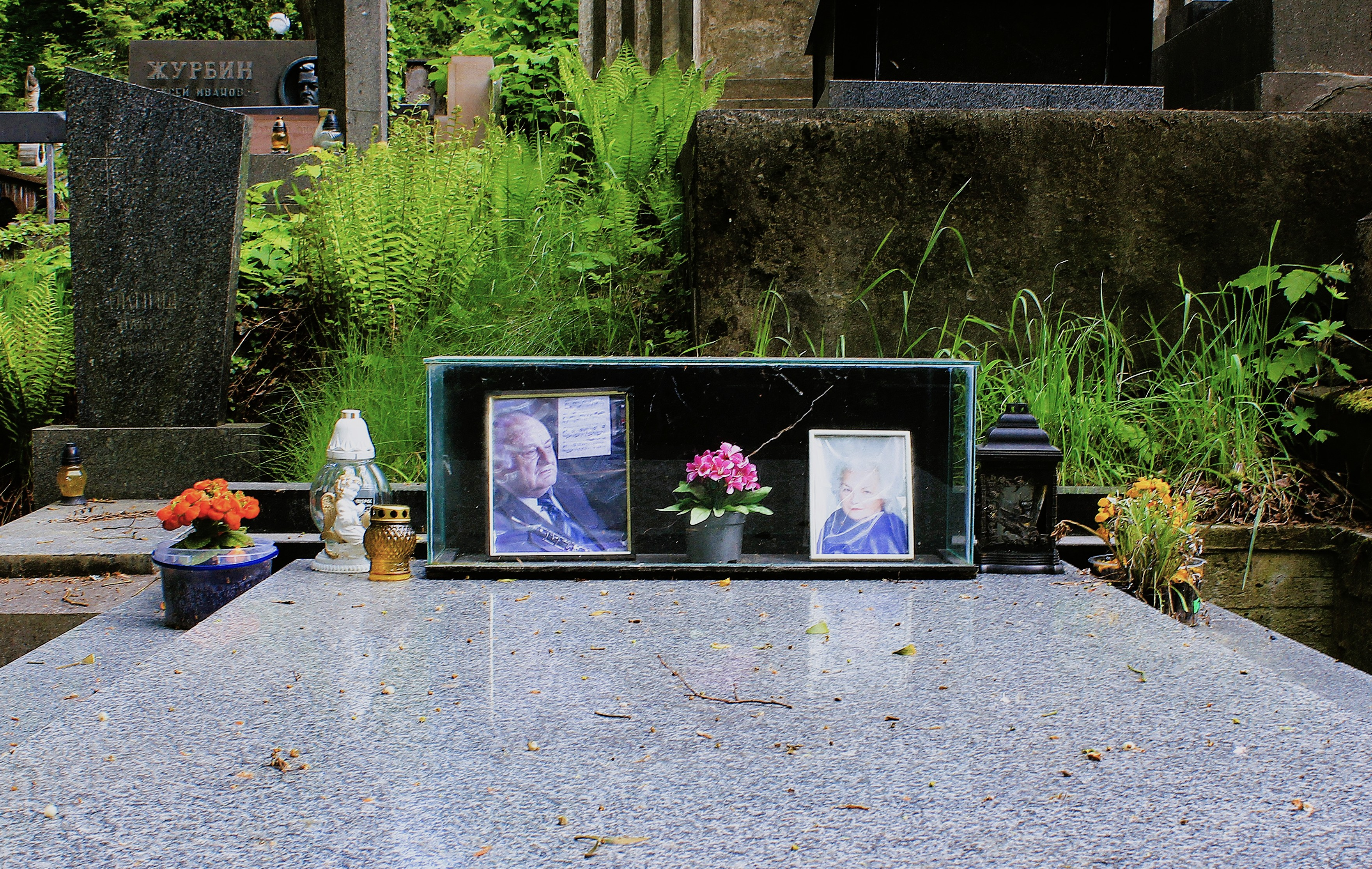
Надгробок на могилі Марії Крих-Угляр.

Кри́х-Угля́р Марі́я Ю́ріївна (13 листопада 1934, Тернопіль — 25 квітня 2020, Львів) — українська піаністка, педагог. Донька Ірини та Юрія Крихів, сестра Лідії Крих. Професор (1996). Лавреатка Республіканського конкурсу піаністів (Київ, 1957), Заслужений діяч мистецтв України (1994).

## Життєпис
Навчалася у Львівській консерваторії у класі О.Едельмана (1957). З 1977 року — завідувач катедри спеціального фортеп'яно. Паралельно викладала у Львівській спеціалізованій школі-інтернат (1957—2008).
Клас М. Крих-Угляр закінчило понад 100 випускників. Серед її учнів: Е. Чуприк, І. Пижик, Н. Пісковська, Н. Гулевич, Г. Брилинська-Блажкевич, О. Рудницький, Ж. Микитка, А. Кассік, О. Жарінова, Ю. Мойсяк, М. Лимарєв.
Марія Юріївна була ініціатором першого Всеукраїнського конкурсу піаністів у Львові (2008).
Померла у Львові, похована на 17 полі Личаківського цвинтаря.